# Bradley International Airport

i7
i11
i13
Der Bradley International Airport (IATA-Code: BDL, ICAO-Code: KBDL, FAA-LID: BDL)  ist ein internationaler Flughafen und nach Logan International Airport in Boston der größte Flughafen Neuenglands. Dem Flughafen angegliedert ist das New England Air Museum.

## Lage und Verkehrsanbindung
Der Bradley International Airport liegt im Hartford County, 19 Kilometer nördlich des Stadtzentrums von Hartford und 20 Kilometer südlich des Stadtzentrums der im benachbarten US-Bundesstaats Massachusetts gelegenen Stadt Springfield. Der Flughafen befindet sich zum größten Teil auf dem Gebiet von Windsor Locks, dessen Gebiet er zu einem Drittel einnimmt. Teile der Start- und Landebahnen ragen hinein nach Suffield und East Granby. Der Bradley Airport Connector, welcher sich seine Trasse größtenteils mit der Connecticut Route 20 teilt, verbindet den Flughafen mit der Interstate 91. Außerdem verläuft die Connecticut Route 75 östlich des Flughafengeländes.
Der Bradley International Airport wird durch Busse in den Öffentlichen Personennahverkehr eingebunden, die Route 30 der Nahverkehrsgesellschaft CTtransit fährt ihn regelmäßig an.

## Geschichte
Den Grundstein des Flughafens legte 1940 der Erwerb eines ca. 7 km² großen Grundstückes des Staates Connecticut. Allerdings wurde im Jahr 1941 das Areal zur Vorbereitung auf den Eintritt der Vereinigten Staaten in den Zweiten Weltkrieg an die United States Army übergeben. Nach dem Ende des Krieges nahm Eastern Air Lines im Jahr 1947 den kommerziellen Betrieb auf.

## Flughafenanlagen

Flughafendiagramm (veraltet)

Der Bradley International Airport erstreckt sich über eine Fläche von 984 Hektar.

### Start- und Landebahnen
Der Bradley International Airport verfügt über drei Start- und Landebahnen. Die längste Start- und Landebahn trägt die Kennung 06/24, ist 2899 Meter lang und 61 Meter breit. Die Querwindbahn 15/33 ist 2087 Meter lang und 46 Meter breit. Die kürzeste Start- und Landebahn 01/19 ist 1301 Meter lang und 30 Meter breit. Sämtliche Start- und Landebahnen sind mit einem Belag aus Asphalt ausgestattet.

### Passagierterminals
Der Bradley International Airport verfügt über zwei Passagierterminals.

#### Terminal A
Das wichtigste Terminal ist das Terminal A. In ihm befinden sich 23 mit Fluggastbrücken ausgestattete Flugsteige. Es wurde ursprünglich im Jahr 1985 mit dem Concourse C mit elf Flugsteigen eröffnet. Im Jahr 2003 wurde das Terminal A um den East Concourse mit zwölf weiteren Flugsteigen erweitert.

#### Terminal B/International Arrivals Building
Das International Arrivals Building ist nach dem Abriss des Murphy Terminal der letzte verbliebene Teil des alten Terminal B. Bei dem Gebäude handelt es sich um einen Port of Entry der United States Customs and Border Protection, der für internationale Ankünfte genutzt werden kann. Das International Arrivals Building ist mit einer Fluggastbrücke ausgestattet. Es wurde zeitweise für die Abfertigung der ankommenden Flüge von Norwegian Air Shuttle genutzt.

### Militär

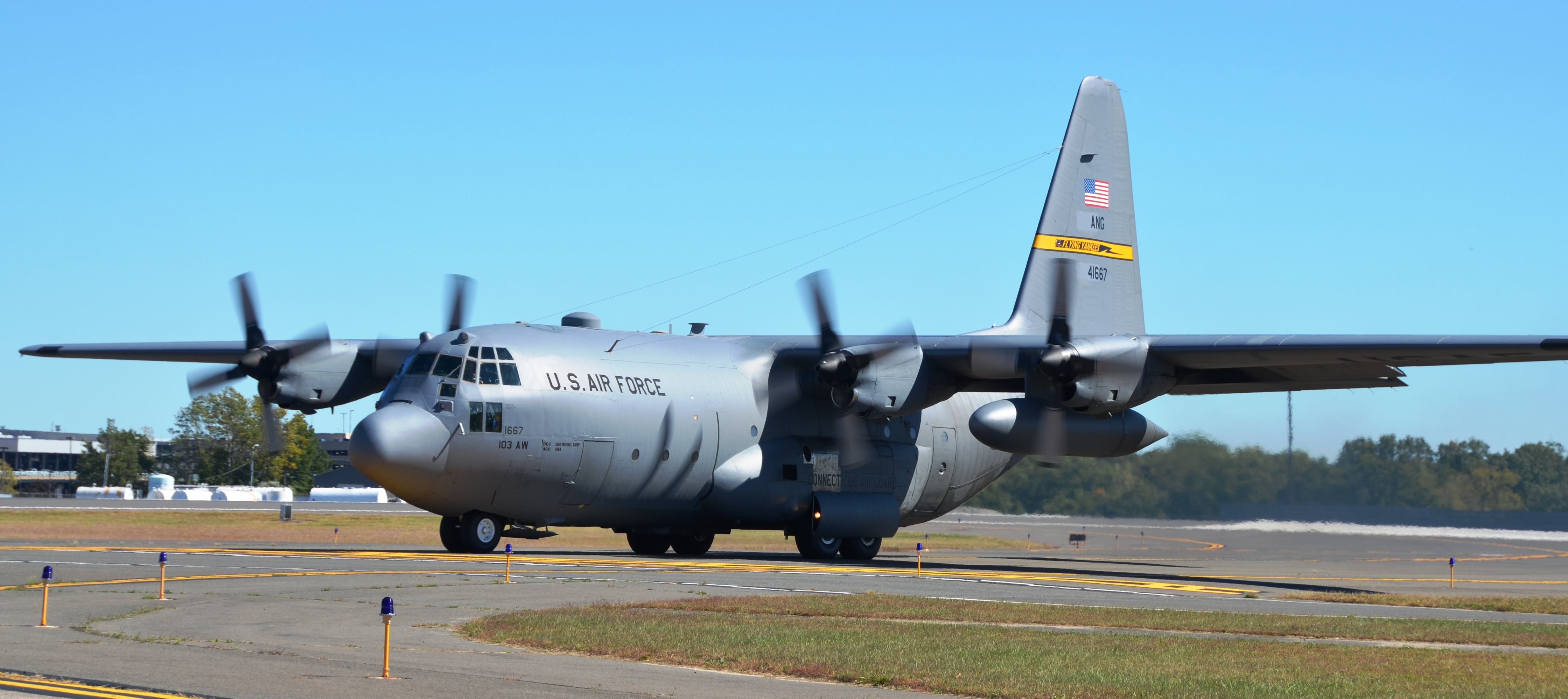
Lockheed C-130H der Connecticut Air National Guard auf dem Flughafen

Der Bradley International Airport wird von der Connecticut Air National Guard und der Connecticut Army National Guard militärisch genutzt. Auf Bradley Air National Guard Base ist das 103nd Airlift Wing stationiert. Die 118th Airlift Squadron, welches Teil des 103nd Airlift Wing ist, ist mit Transportflugzeugen des Typs Lockheed C-130H ausgestattet.

### Ehemalige Passagierterminals

#### Murphy Terminal

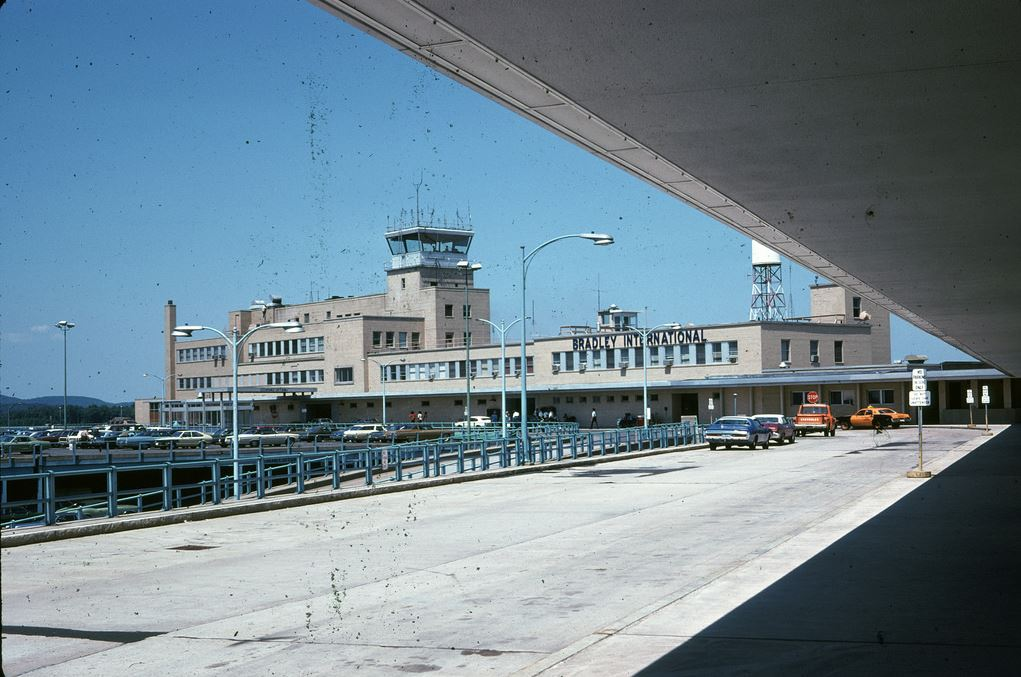
Das Passagierterminal im Jahr 1975

Das Murphy Terminal wurde ursprünglich im Jahr 1949 eröffnet und mehrfach erweitert. Später wurde es zusammen mit dem International Arrivals Building zum Terminal B. Der Abriss des Murphy Terminal begann im Jahr 2015.

## Fluggesellschaften und Ziele
Der Bradley International Airport wird von insgesamt elf Fluggesellschaften genutzt. Die wichtigste Fluggesellschaft ist dabei American Airlines einschließlich American Eagle.
Vom Bradley International Airport aus werden mehr als 35 nationale und drei internationale Ziele nonstop angeflogen.

## Verkehrszahlen
| Jahr | Fluggastaufkommen | Luftfracht (Tonnen) | Flugbewegungen (mit Militär) |
| ---- | ----------------- | ------------------- | ---------------------------- |
| 2019 | 6.752.241         |                     |                              |
| 2018 | 6.669.161         |                     |                              |
| 2017 | 6.436.407         | 114.903             | 94.670                       |
| 2016 | 6.060.943         | 116.118             | 94.842                       |
| 2015 | 5.933.808         | 107.248             | 93.461                       |
| 2014 | 5.875.801         | 105.310             | 96.337                       |
| 2013 | 5.420.853         | 119.618             | 99.048                       |
| 2012 | -                 | 124.557             | 102.057                      |
| 2011 | -                 | 124.506             | 110.705                      |
| 2010 | 5.380.987         | 120.569             | 105.985                      |
| 2009 | 5.334.322         | 118.147             | 108.868                      |
| 2008 | 6.112.979         | 149.991             | 130.144                      |
| 2007 | -                 | 162.929             | 147.720                      |
| 2006 | 6.907.042         | 168.575             | 156.620                      |
| 2005 | -                 | 168.570             | 165.565                      |
| 2004 | -                 | 150.595             | 145.474                      |
| 2003 | -                 | 138.666             | 135.271                      |
| 2002 | -                 | 139.195             | 147.472                      |
| 2001 | 6.888.031         | 154.473             | 165.029                      |
| 2000 | 7.338.118         | 160.926             | 171.831                      |

### Verkehrsreichste Strecken
| Rang | Stadt                                 | Passagiere | Fluggesellschaften                   |
| ---- | ------------------------------------- | ---------- | ------------------------------------ |
| 01   | Orlando, Florida                      | 353.270    | Frontier, JetBlue, Southwest, Spirit |
| 02   | Atlanta, Georgia                      | 325.660    | Delta                                |
| 03   | Charlotte, North Carolina             | 281.590    | American                             |
| 04   | Chicago–O’Hare, Illinois              | 274.410    | American, United                     |
| 05   | Baltimore, Maryland                   | 212.070    | Southwest                            |
| 06   | Fort Lauderdale, Florida              | 188.160    | JetBlue, Southwest, Spirit           |
| 07   | Tampa, Florida                        | 167.780    | JetBlue, Southwest, Spirit           |
| 08   | Detroit, Michigan                     | 154.510    | Delta                                |
| 09   | Washington–National, Washington, D.C. | 134.470    | American                             |
| 10   | Washington–Dulles, Washington, D.C.   | 129.550    | United                               |

## Zwischenfälle

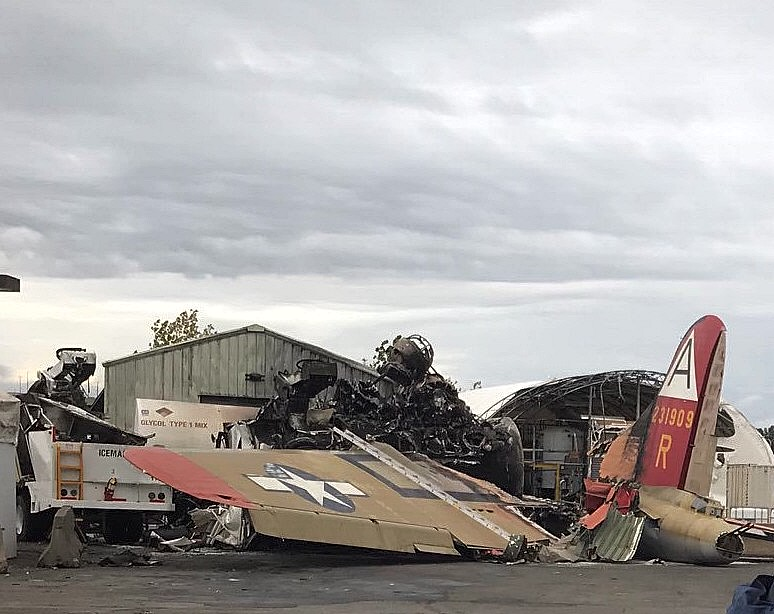
Die bei dem Zwischenfall im Oktober 2019 zerstörte Boeing B-17

- Am 4. März 1953 wurde eine Curtiss C-46F-1-CU Commando der US-amerikanischen Slick Airways (Luftfahrzeugkennzeichen N4717N) beim Anflug unter tiefhängenden Wolken 2,5 Kilometer südwestlich des Flughafens Bradley in Bäume geflogen. Bei diesem CFIT (Controlled flight into terrain) wurden beide Piloten getötet, die einzigen Insassen auf dem Frachtflug.[23]

- Am 15. Januar 1959 kollidierte eine Douglas DC-4/C-54 der United States Air Force (USAF) (Luftfahrzeugkennzeichen unbekannt) bei Nebel im Anflug auf den Bradley International Airport mit bewaldeten Hügeln. Zuvor war der Kompass ausgefallen. Von den drei Besatzungsmitgliedern kamen zwei ums Leben.[24]

- Am 2. Oktober 2019 stürzte eine Boeing B-17 mit Triebwerksausfall beim Versuch einer Notlandung ab und geriet in ein Flughafengebäude. Von den 13 Menschen an Bord starben 7.[25]